# Шулев, Василий Фёдорович
Василий Фёдорович Шулёв (26 августа 1924, с. Карадули, Лаишевский кантон, Татарская АССР — 13 апреля 1978, Москва) — советский лётчик-ас реактивной истребительной авиации, участник советско-японской войны и Корейской войны. Представлялся к званию Героя Советского Союза. Подполковник (1958).

## Биография
Родился в семье крестьянина. С 1928 года с семьёй жил в сёлах современного Ижморского района Кемеровской области, а с 1934 года — в селе Память Свободы Исилькульского района Омской области). В 1937 году вступил в комсомол. Окончил неполную среднюю школу в 1938 году, 2 курса железнодорожного техникума в городе Петропавловск. В 1941 году зачислен в лётную школу Гражданского Воздушного Флота в городе Абакан Красноярского края. 
С марта 1941 года служил в Красной Армии. В 1944 году окончил Вознесенскую военную авиационную школу лётчиков. Служил в 5-м истребительном авиационном полку (9-я воздушная армия, Дальневосточный фронт), дислоцированном в Приморском крае. В полку летал на истребителях Як-7, Як-9 и Як-3. Участник советско-японской войны в августе 1945 года, в которой полк сражался в составе 249-й истребительной авиационной дивизии 9-й воздушной армии 1-го Дальневосточного фронта. 
После войны продолжил службу в советских ВВС. С апреля 1947 года служил в 17-м истребительном авиаполку (190-я истребительная авиационная дивизия, 65-й истребительный авиационный корпус, 9-я воздушная армия, Приморский военный округ): старший лётчик, с июля 1950 года — заместитель командира эскадрильи по политической части. В 1950 году окончил курсы по переучиванию командного состава на политработников при 54-м смешанном авиационном корпусе.
В составе полка участвовал в Корейской войне с 31 марта 1951 года по 26 февраля 1952 года. За этот период совершил более 150 боевых вылетов, провёл около 70 воздушных боёв, в которых лично сбил 7 (по данным исследования М. Ю. Быкова) или 8 (по данным книг И. А. Сейдова) самолётов ВВС США. Начал войну ведомым в паре у будущего лучшего аса-истребителя Корейской войны Николая Сутягина, после первых воздушных побед сам стал летать ведущим группы. В боях не только не получил ни единой царапины, но и не «привёз» ни одной пробоины в своём самолёте. Был представлен к званию Героя Советского Союза, но в вышестоящих инстанциях награду заменили на орден.
С января 1953 года служил заместителем командира 236-го истребительного авиационного полка по политической части (37-я истребительная авиационная дивизия, 55-й истребительный авиационный корпус, 54-я воздушная армия), дислоцированного на Ляодунском полуострове в Китайской Народной Республике. С ноября 1954 года служил в ВВС Балтийского флота: замполит 24-го истребительного авиаполка (738-я истребительная авиационная дивизия, 8-й ВМФ) на острове Сааремаа, с ноября 1955 года — заместитель командира лётной подготовке 945-го истребительного авиаполка (152-я ИАД КБФ) в Кингисеппском районе Ленинградской области. С августа 1960 года — заместитель командира 413-го отдельного вертолётного полка в посёлке Донское (Калининградская область). С июня 1961 года подполковник В. Ф. Шулёв — в запасе. 
Жил в Москве. Работал ведущим и старшим инженером в конструкторских бюро. Умер 13 апреля 1978 года. Похоронен на Химкинском кладбище Москвы.

## Награды
- 2 ордена Красного Знамени (10.10.1951, 22.04.1952)[3]
- 2 ордена Красной Звезды (26.08.1945[4], 30.12.1956)
- медаль «За боевые заслуги» (17.05.1951)
- другие медали СССР
- 2 медали «Китайско-советская дружба» (КНР, 1953, …)
- Медаль «За освобождение Кореи» (КНДР, 1948)